# Anna Clarén

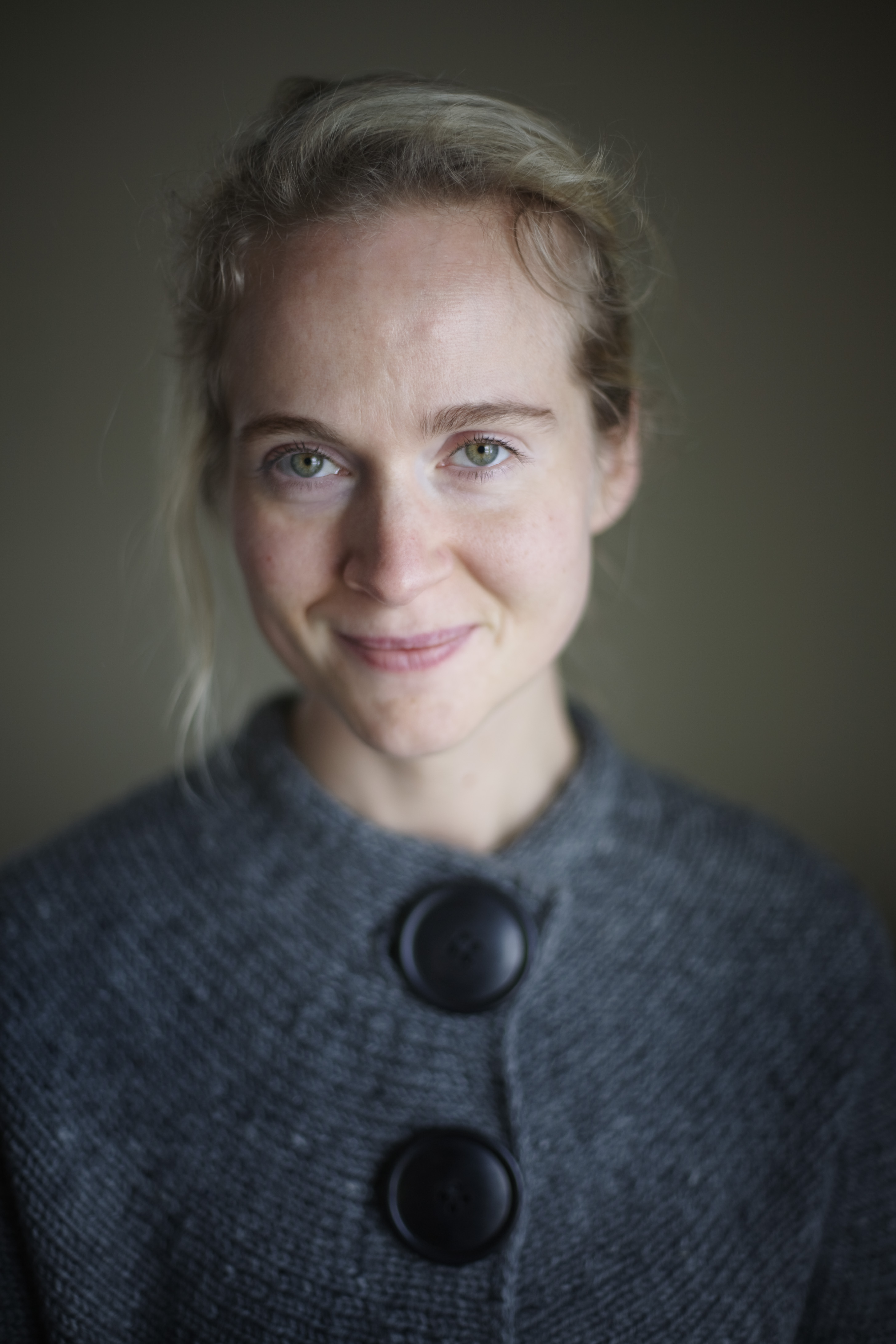
Anna Clarén

Anna Clarén född 8 juni 1972, är en svensk fotograf och lärare.
Clarén är utbildningsansvarig vid Nordens Fotoskola på Nordens Folkhögskola Biskops-Arnö. Hon har tidigare varit kursansvarig på Gamleby folkhögskola.

## Priser och utmärkelser
- Svenska Fotobokspriset 2006 för Holding[1]
- Svenska Författarfondens 5-åriga arbetsstipendium 2010[1]